# Alone in the Dark II (Film)
Alone in the Dark II ist ein deutscher Horrorfilm von Peter Scheerer und Michael Roesch (Regie und Buch). Die Hauptrollen spielen Rick Yune, Lance Henriksen, Bill Moseley, Ralf Moeller und Rachel Specter. Der Film ist eine Fortsetzung von Alone in the Dark (2005) der gleichen Autoren, aber unter der Regie von Uwe Boll, und basiert auf der gleichnamigen Videospiel-Reihe von Atari. Der Film wurde in 18 Drehtagen in Los Angeles und New York gedreht und ist am 28. November 2008 in Deutschland und Österreich auf DVD erschienen.

## Handlung
Der ehemalige Hexenjäger Abner Lundberg ist gezwungen, nochmals den Kampf aufzunehmen, als die jahrhundertealte Hexe Elisabeth Dexter zurückkehrt. Aufgrund eines Familienfluchs sucht diese immer noch Opfer. Doch dieses Mal hat Lundberg Verstärkung durch den jungen Geisterjäger Edward Carnby, der mittels eines magischen Dolchs ebenfalls versucht, die Hexe zur Strecke zu bringen. Als er sich mit der Waffe selber verletzt, in einen komaähnlichen Zustand fällt und Visionen hat, wird er von einer Truppe PSI-Söldner aufgelesen, welche ebenfalls Jagd auf die Hexe machen. Schließlich gelingt es ihnen, das geheime Labor der Hexe im New Yorker Central Park zu finden und sie dort in einem finalen Kampf zu stellen.

## Kritik
„Man könnte sich noch seitenlang über diesen fast schon schmerzhaft belanglosen Unfug auslassen, über seine billigen Spezialeffekte, seine hölzernen Dialoge und die nahezu nicht vorhandene Dramaturgie. Aber eigentlich weiß es doch jeder halbwegs erfahrene Filmschauer sowieso instinktiv: Dieser Film ist schlecht. Nicht „ein bisschen schlecht“, nicht „so schlecht, dass er schon wieder gut ist“, sondern einfach schlecht. Schlecht, schlecht, schlecht!!! Hat irgendjemand ernsthaft etwas anderes erwartet? Eben. Und eigentlich will man sich über Uwe Boll und seine filmischen Totalausfälle ja auch gar nicht mehr aufregen. Aber wenn uns jetzt schon seine talentfreien Zöglinge mit ihrem Dilettantismus belästigen, hört der Spaß langsam auf. Das ist dann nicht mehr nur überflüssig, sondern schon unverschämt.“

„Nach dem Action-Debakel in Teil 1 präsentiert Uwe Boll jetzt als Produzent eine Hexenfluch-Story. Leider ist auch dieser Adaptionsversuch der Kultspielreihe extrem fade geraten […]“